# Klawock
Klawock – miasto w Stanach Zjednoczonych, w stanie Alaska, w okręgu Prince of Wales – Hyder. W 2010 roku liczyło 755 mieszkańców.